# Indonesia Open 2003
Die Indonesia Open 2003 waren eines der Top-10-Turniere im Badminton in Asien. Sie fanden vom 26. bis 31. August in Batam statt.

## Sieger und Platzierte
| Disziplin    | Gold                       | Silber                                  | Bronze                       |
| ------------ | -------------------------- | --------------------------------------- | ---------------------------- |
| Herreneinzel | Taufik Hidayat             | Chen Hong                               | Lee Hyun-il                  |
| Herreneinzel | Taufik Hidayat             | Chen Hong                               | Wu Yunyong                   |
| Dameneinzel  | Xie Xingfang               | Wang Chen                               | Gong Ruina                   |
| Dameneinzel  | Xie Xingfang               | Wang Chen                               | Zhou Mi                      |
| Herrendoppel | Sang Yang Zheng Bo         | Tesana Panvisavas Pramote Teerawiwatana | Halim Haryanto Candra Wijaya |
| Herrendoppel | Sang Yang Zheng Bo         | Tesana Panvisavas Pramote Teerawiwatana | Choong Tan Fook Lee Wan Wah  |
| Damendoppel  | Gao Ling Huang Sui         | Yang Wei Zhang Jiewen                   | Lee Kyung-won Ra Kyung-min   |
| Damendoppel  | Gao Ling Huang Sui         | Yang Wei Zhang Jiewen                   | Hwang Yu-mi Lee Hyo-jung     |
| Mixed        | Kim Dong-moon Ra Kyung-min | Zhang Jun Gao Ling                      | Kim Yong-hyun Lee Hyo-jung   |
| Mixed        | Kim Dong-moon Ra Kyung-min | Zhang Jun Gao Ling                      | Nathan Robertson Gail Emms   |

## Finalresultate
| Disziplin    | Sieger                     | Finalist                                | Ergebnis           |
| ------------ | -------------------------- | --------------------------------------- | ------------------ |
| Herreneinzel | Taufik Hidayat             | Chen Hong                               | 15–9, 15–9         |
| Dameneinzel  | Xie Xingfang               | Wang Chen                               | 11–6, 8–11, 11–1   |
| Herrendoppel | Sang Yang Zheng Bo         | Pramote Teerawiwatana Tesana Panvisavas | 16–17, 17–15, 15–5 |
| Damendoppel  | Gao Ling Huang Sui         | Yang Wei Zhang Jiewen                   | walkover           |
| Mixed        | Kim Dong-moon Ra Kyung-min | Zhang Jun Gao Ling                      | 10–15, 15–11, 15–6 |

## Herreneinzel

### Qualifikation
- Chetan Anand –  Zulkifli Hj Salleh: 15-3 / 15-9
- Pei Wee Chung –  Akhmad Fauzi: 15-7 / 15-2
- Endra Kurniawan –  John Gordon: 15-9 / 10-15 / 17-14
- Salim Sameon –  Bona Septano: 15-13 / 15-2
- Chien Yu-hsiu –  Sam Smith: 15-9 / 15-12
- Andre Kurniawan Tedjono –  Keishi Kawaguchi: 15-10 / 3-15 / 15-7
- Anup Sridhar –  Kien Ling Chong: 15-8 / 6-15 / 15-4
- Agus Setiawan –  Bo Rafn: 15-10 / 10-15 / 15-2
- Wu Yunyong –  Arvind Bhat: 15-9 / 15-9
- Martyn Lewis –  Lutfi Hasan: 15-4 / 15-9
- Nik Ahmad Faiz Nik Abdullah –  Rio Taufan: 7-15 / 15-11 / 15-6
- Andi Hartono –  Law Yew Thien: 12-15 / 17-16 / 15-4
- Achmad Rivai –  Raymond Steven: 15-12 / 11-15 / 15-12
- Kuan Beng Hong –  Cholis Nurdianto: 15-4 / 15-1
- Heo Hoon-hoi –  Farhad: 15-4 / 15-4
- Ardiansyah Putra –  Chen Wet Lim: 15-2 / 15-8
- Allan Tai –  Wiempie Mahardi: 15-11 / 15-13
- Yusuke Shinkai –  Nofentia: 15-13 / 15-9
- J. B. S. Vidyadhar –  I Made Citra: 15-7 / 15-2
- Jang Young-soo –  Taufiq Hidayat Akbar: 15-11 / 15-10
- Afridin –  Bunarith Sam: 15-5 / 15-11
- Sartono Agus –  Chetan Anand: 15-9 / 8-15 / 15-9
- Pei Wee Chung –  Leonard Holvy de Pauw: 17-15 / 15-8
- Khrishnan Yogendran –  Endra Kurniawan: 15-13 / 15-0
- Jeffer Rosobin –  Fendy Iwanto: 15-1 / 15-8
- Salim Sameon –  Johan Erwin: 11-15 / 15-10 / 15-13
- Chien Yu-hsiu –  Poompat Sapkulchananart: 15-13 / 15-9
- Andre Kurniawan Tedjono –  Yadi Firmansyah: 15-9 / 15-11
- Vidre Wibowo –  Sigit Wahyudi: 13-15 / 15-7 / 15-4
- Anup Sridhar –  Naoki Kawamae: 15-8 / 15-10
- Arif Rasidi –  Dennis Mamangkey: 15-2 / 15-8
- Gerald Ho Hee Teck –  Hafidwan Daya: 17-14 / 15-11
- Agung Irawan –  Agus Setiawan: 15-8 / 15-11
- Wu Yunyong –  Leonard: 15-8 / 15-8
- Jean-Michel Lefort –  Yohannes Hogianto: 15-8 / 15-12
- Tommy Sugiarto –  Martyn Lewis: 15-3 / 15-9
- M. Hendry –  Nik Ahmad Faiz Nik Abdullah: 17-14 / 9-15 / 15-8
- Pullela Gopichand –  Andi Hartono: 15-3 / 15-2
- Ari Yuli Wahyu Hartanto –  Roy Purnomo: 15-10 / 15-11
- Achmad Rivai –  Stenny Kusuma: 15-9 / 15-11
- Steve Mantouw –  Chang Jeng-shyuang: 10-15 / 15-11 / 15-9
- Kuan Beng Hong –  Peerasak Wiriyaphadungphong: 10-15 / 17-14 / 15-8
- Simon Santoso –  Siswanto Teguh: 15-6 / 15-2
- Heo Hoon-hoi –  Gizcard Mamangkey: 15-1 / 15-0
- Ardiansyah Putra –  Titrasmey Deng: 15-2 / 15-8
- Allan Tai –  Awang Huzaini Md Salleh: 15-0 / 15-0
- Markus Wijanu Dwi Christanto –  Suprobo Bagus: 15-6 / 15-11
- Mohd Nazree Latifi –  J. B. S. Vidyadhar: 15-9 / 9-15 / 15-4
- Jang Young-soo –  Sakti Kusuma: 15-0 / 15-4
- Sartono Agus –  Afridin: 15-3 / 15-3
- Khrishnan Yogendran –  Pei Wee Chung: 15-11 / 15-12
- Jeffer Rosobin –  Salim Sameon: 15-4 / 15-5
- Chien Yu-hsiu –  Andre Kurniawan Tedjono: 15-6 / 15-12
- Vidre Wibowo –  Anup Sridhar: 15-13 / 15-13
- Arif Rasidi –  Hendra Wijaya: 15-7 / 15-2
- Agung Irawan –  Gerald Ho Hee Teck: 15-13 / 15-12
- Wu Yunyong –  Wah Sum Liew: 15-4 / 15-5
- Tommy Sugiarto –  Jean-Michel Lefort: 15-10 / 15-11
- Pullela Gopichand –  M. Hendry: 15-5 / 15-11
- Ari Yuli Wahyu Hartanto –  Achmad Rivai: 15-2 / 15-4
- Kuan Beng Hong –  Steve Mantouw: 15-5 / 15-7
- Simon Santoso –  Heo Hoon-hoi: 15-4 / 15-10
- Allan Tai –  Ardiansyah Putra: 15-8 / 17-14
- Yusuke Shinkai –  Markus Wijanu Dwi Christanto: 15-13 / 15-12
- Jang Young-soo –  Mohd Nazree Latifi: 15-13 / 15-7
- Khrishnan Yogendran –  Sartono Agus: 6-15 / 15-5 / 15-6
- Chien Yu-hsiu –  Jeffer Rosobin: 15-3 / 15-7
- Vidre Wibowo –  Arif Rasidi: 15-9 / 15-11
- Wu Yunyong –  Agung Irawan: 15-6 / 15-11
- Pullela Gopichand –  Tommy Sugiarto: 15-4 / 15-6
- Kuan Beng Hong –  Ari Yuli Wahyu Hartanto: 15-13 / 15-9
- Allan Tai –  Simon Santoso: 15-7 / 15-11
- Jang Young-soo –  Yusuke Shinkai: 15-2 / 15-10

### Hauptrunde
- Chen Hong –  Dicky Palyama: 15-10 / 15-3
- Allan Tai –  Yuichi Ikeda: 17-15 / 15-1
- Roslin Hashim –  Irwansyah: 15-7 / 15-11
- Abhinn Shyam Gupta –  Antti Viitikko: 15-12 / 15-9
- Ronald Susilo –  Ismail Saman: 15-12 / 15-7
- Yousuke Nakanishi –  Jürgen Koch: 1-15 / 15-13 / 15-6
- Rasmus Wengberg –  Przemysław Wacha: 15-9 / 15-13
- Muhammad Hafiz Hashim –  Park Tae-sang: 15-9 / 15-11
- Sony Dwi Kuncoro –  Jim Ronny Andersen: 15-3 / 15-3
- Pullela Gopichand –  Aamir Ghaffar: 15-8 / 15-7
- Lee Hyun-il –  Yeoh Kay Bin: 15-11 / 15-13
- Jens Roch –  Jang Young-soo: 11-15 / 15-4 / 15-7
- Ng Wei –  Toru Matsumoto: 15-2 / 15-5
- Sairul Amar Ayob –  Jan Fröhlich: 15-8 / 15-5
- Boonsak Ponsana –  Yong Hock Kin: 11-15 / 15-5 / 4-1
- Ong Ewe Hock –  Rony Agustinus: 15-10 / 15-13
- Budi Santoso –  Yohan Hadikusumo Wiratama: 15-10 / 2-15 / 15-10
- Lin Dan –  Kasperi Salo: 15-2 / 15-5
- Marleve Mainaky –  Park Sung-hwan: 15-7 / 17-15
- Shon Seung-mo –  Vidre Wibowo: 15-10 / 15-10
- Wu Yunyong –  Nikhil Kanetkar: 15-8 / 15-9
- Björn Joppien –  Keita Masuda: 15-1 / 15-1
- Chen Yu  –  Roman Spitko: 15-3 / 15-7
- Lee Chong Wei –  Sergio Llopis: 15-2 / 15-3
- Chien Yu-hsiu –  Andrew Smith: 15-0 / 15-2
- Bao Chunlai –  Nabil Lasmari: 15-13 / 15-6
- Bobby Milroy –  Shinya Ohtsuka: 15-13 / 17-16
- Taufik Hidayat –  Kuan Beng Hong: 15-7 / 3-15 / 15-9
- Colin Haughton –  Gerben Bruijstens: 15-4 / 15-0
- Agus Hariyanto –  Khrishnan Yogendran: 15-8 / 15-2
- Lee Tsuen Seng –  Shoji Sato: 6-15 / 15-12 / 15-6
- Indra Wijaya –  Xia Xuanze: w.o.
- Chen Hong –  Allan Tai: 15-4 / 15-12
- Roslin Hashim –  Abhinn Shyam Gupta: 15-9 / 15-7
- Ronald Susilo –  Yousuke Nakanishi: 15-4 / 15-3
- Muhammad Hafiz Hashim –  Rasmus Wengberg: 15-8 / 14-17 / 15-5
- Sony Dwi Kuncoro –  Pullela Gopichand: 15-2 / 15-6
- Lee Hyun-il –  Jens Roch: 15-10 / 15-5
- Ng Wei –  Sairul Amar Ayob: 10-15 / 15-12 / 15-4
- Boonsak Ponsana –  Ong Ewe Hock: 15-7 / 15-3
- Lin Dan –  Budi Santoso: 15-3 / 15-6
- Shon Seung-mo –  Marleve Mainaky: 15-3 / 15-11
- Wu Yunyong –  Björn Joppien: 15-6 / 15-7
- Lee Chong Wei –  Chen Yu: 15-9 / 15-13
- Bao Chunlai –  Chien Yu-hsiu: 15-12 / 15-6
- Taufik Hidayat –  Bobby Milroy: 15-2 / 15-4
- Agus Hariyanto –  Colin Haughton: 15-10 / 15-0
- Lee Tsuen Seng –  Indra Wijaya: 15-13 / 15-7
- Chen Hong –  Roslin Hashim: 15-9 / 15-10
- Ronald Susilo –  Muhammad Hafiz Hashim: 6-15 / 15-12 / 15-11
- Lee Hyun-il –  Sony Dwi Kuncoro: 15-4 / 17-15
- Ng Wei –  Boonsak Ponsana: 15-13 / 15-3
- Shon Seung-mo –  Lin Dan: 15-9 / 3-15 / 15-11
- Wu Yunyong –  Lee Chong Wei: 8-15 / 15-9 / 15-10
- Taufik Hidayat –  Bao Chunlai: 15-4 / 15-6
- Lee Tsuen Seng –  Agus Hariyanto: 15-9 / 15-2
- Chen Hong –  Ronald Susilo: 15-12 / 15-12
- Lee Hyun-il –  Ng Wei: 15-6 / 17-14
- Wu Yunyong –  Shon Seung-mo: 15-10 / 4-15 / 15-13
- Taufik Hidayat –  Lee Tsuen Seng: 15-3 / 15-6
- Chen Hong –  Lee Hyun-il: 15-6 / 15-5
- Taufik Hidayat –  Wu Yunyong: 15-8 / 15-5
- Taufik Hidayat –  Chen Hong: 15-9 / 15-9

## Dameneinzel

### Qualifikation
- Jwala Gutta –  Dwi Ratna: 11-6 / 11-9
- Chiu Yi-ju –  Pia Zebadiah: 11-4 / 13-10
- Tomomi Matsuda –  Gita Egy Madesha: 11-2 / 11-2
- Fransisca Ratnasari –  Li Si Tan: 11-2 / 11-2
- Chang Ya-lan –  Anik Winaningsih: 11-3 / 5-11 / 11-2
- Veronica –  Ooi Yu Hang: 8-11 / 11-3 / 11-4
- Priyanti Cahyaning –  Weny Rasidi: 11-2 / 11-5
- Woon Sze Mei –  Haleyna: 8-11 / 11-5 / 11-3
- Huang Chia-hsin –  Holly Yosiana: 11-5 / 11-4
- Fitria Firdaus –  Noriko Okuma: 11-7 / 3-11 / 11-6
- Song Yoo-mi –  Essa Delina: 11-0 / 11-0
- Shruti Kurien –  Siti Mahiroh: 11-6 / 4-11 / 11-6
- Yasuyo Imabeppu –  Yeni Diah: 11-5 / 11-9
- Sutheaswari Mudukasan –  Aprilia Yuswandari: 11-3 / 11-8
- Chiu Yi-ju –  D. Jessica: 11-2 / 11-0
- Tomomi Matsuda –  Dwi Eva Martinelly: 9-11 / 11-1 / 11-6
- Fransisca Ratnasari –  Hanny Setiani: 11-9 / 11-2
- Maiko Ichimiya –  Chang Ya-lan: 13-11 / 11-5
- Veronica –  Mihoko Matsuo: 11-13 / 11-9 / 13-12
- Priyanti Cahyaning –  Maria Elfira Christina: 11-2 / 9-11 / 13-12
- Woon Sze Mei –  Dian Ayu Mayasari: 11-3 / 11-3
- Aki Akao –  Anastasia Emaya: 11-7 / 11-0
- Huang Chia-hsin –  Silvi Antarini: 11-7 / 11-8
- Yuan Kartika Putri –  Sugita Kunalan: 6-11 / 11-7 / 13-12
- Adriyanti Firdasari –  Fitria Firdaus: 4-11 / 11-4 / 11-8
- Song Yoo-mi –  Shruti Kurien: 11-3 / 6-11 / 11-1
- Jiang Yanmei –  Yasuyo Imabeppu: 13-10 / 11-1
- Marissa Ip –  Sutheaswari Mudukasan: 11-9 / 11-5
- Chiu Yi-ju –  Tomomi Matsuda: 11-4 / 11-5
- Maiko Ichimiya –  Fransisca Ratnasari: 7-11 / 11-5 / 11-1
- Priyanti Cahyaning –  Veronica: 11-5 / 10-13 / 11-2
- Woon Sze Mei –  Aki Akao: 11-13 / 11-4 / 11-0
- Huang Chia-hsin –  Yuan Kartika Putri: 11-2 / 11-0
- Song Yoo-mi –  Adriyanti Firdasari: 11-8 / 11-5

### Hauptrunde
- Zhang Ning –  Wong Mew Choo: 11-2 / 11-0
- Yao Jie –  Lenny Permana: 11-5 / 11-0
- Judith Meulendijks –  Xu Huaiwen: 5-11 / 11-7 / 11-4
- Miho Tanaka –  Maja Tvrdy: 11-0 / 11-1
- Zhou Mi –  Marissa Ip: 11-7 / 11-0
- Kelly Morgan –  Karina de Wit: 5-11 / 11-5 / 11-1
- Kaori Mori –  Julia Mann: 11-5 / 11-7
- Nadieżda Zięba –  Woon Sze Mei: 11-3 / 11-5
- Wang Chen –  Huang Chia-hsin: 11-5 / 11-2
- B. R. Meenakshi –  Priyanti Cahyaning: 11-4 / 11-3
- Cheng Shao-chieh –  Neli Boteva: 11-1 / 11-2
- Song Yoo-mi –  Miyo Akao: 11-7 / 11-2
- Pi Hongyan –  Agnese Allegrini: 11-3 / 11-4
- Yuki Shimada –  Anu Nieminen: 11-4 / 11-13 / 11-4
- Jun Jae-youn –  Yuli Marfuah: 11-6 / 11-6
- Li Li –  Dolores Marco: 13-11 / 11-1
- Simone Prutsch –  Nina Weckström: 3-11 / 11-4 / 11-3
- Petra Overzier –  Harriet Johnson: 11-1 / 11-0
- Seo Yoon-hee –  Wong Miew Kheng: 6-11 / 11-6 / 11-3
- Xie Xingfang –  Xiao Luxi: 11-0 / 11-0
- Rita Yuan Gao –  Kamila Augustyn: 11-3 / 11-2
- Petya Nedelcheva –  Dian Novita Sari: 11-5 / 11-7
- Tracey Hallam –  Chiu Yi-ju: 13-10 / 11-7
- Mia Audina –  Maiko Ichimiya: 11-7 / 11-3
- Nicole Grether –  Tatiana Vattier: 11-4 / 11-8
- Louisa Koon Wai Chee –  Dewi Tira Arisandi: 11-9 / 11-5
- Salakjit Ponsana –  Ling Wan Ting: 11-2 / 11-9
- Kanako Yonekura –  Jiang Yanmei: 11-8 / 11-4
- Juliane Schenk –  Sara Persson: 11-7 / 11-2
- Charmaine Reid –  Liu Fan Frances: 11-6 / 11-7
- Huang Chia-chi –  Aparna Popat: 11-7 / 13-12
- Gong Ruina –  Maria Kristin Yulianti: 11-6 / 11-1
- Zhang Ning –  Yao Jie: 11-5 / 11-5
- Miho Tanaka –  Judith Meulendijks: 11-9 / 11-8
- Zhou Mi –  Kelly Morgan: 11-1 / 11-4
- Kaori Mori –  Nadieżda Zięba: 11-2 / 11-6
- Wang Chen –  B. R. Meenakshi: 11-6 / 11-0
- Cheng Shao-chieh –  Song Yoo-mi: 7-11 / 11-1 / 11-9
- Pi Hongyan –  Yuki Shimada: 9-11 / 11-1 / 11-4
- Jun Jae-youn –  Li Li: 10-13 / 11-6 / 11-2
- Petra Overzier –  Simone Prutsch: 11-4 / 11-4
- Xie Xingfang –  Seo Yoon-hee: 11-2 / 11-3
- Rita Yuan Gao –  Petya Nedelcheva: 11-7 / 11-9
- Tracey Hallam –  Mia Audina: 2-11 / 11-8 / 11-1
- Nicole Grether –  Louisa Koon Wai Chee: 11-3 / 11-2
- Kanako Yonekura –  Salakjit Ponsana: 13-10 / 11-6
- Juliane Schenk –  Charmaine Reid: 11-4 / 11-2
- Gong Ruina –  Huang Chia-chi: 11-8 / 11-5
- Zhang Ning –  Miho Tanaka: 11-4 / 13-10
- Zhou Mi –  Kaori Mori: 11-0 / 11-5
- Wang Chen –  Cheng Shao-chieh: 11-2 / 11-6
- Pi Hongyan –  Jun Jae-youn: 11-3 / 11-9
- Xie Xingfang –  Petra Overzier: 11-9 / 11-4
- Tracey Hallam –  Rita Yuan Gao: 11-1 / 11-5
- Kanako Yonekura –  Nicole Grether: 11-4 / 11-5
- Gong Ruina –  Juliane Schenk: 11-0 / 11-1
- Wang Chen –  Pi Hongyan: 11-3 / 11-0
- Xie Xingfang –  Tracey Hallam: 11-7 / 11-8
- Gong Ruina –  Kanako Yonekura: 11-4 / 11-1
- Zhou Mi –  Zhang Ning: w.o.
- Wang Chen –  Zhou Mi: 11-7 / 11-9
- Xie Xingfang –  Gong Ruina: 11-9 / 8-11 / 11-8
- Xie Xingfang –  Wang Chen: 11-6 / 8-11 / 11-1

## Herrendoppel

### Qualifikation
- Davis Efraim /  Ade Lukas –  Ermadena Hj Talip /  Fadzli Hj Masri: 15-6 / 15-1
- Hafiz Hasbullah /  Dixson Lai –  Mohammad Ahsan /  Andhika Hardjanggi: 15-8 / 17-15
- Achmad Rivai /  Tommy Sugiarto –  Zulkifli Hj Salleh /  Zailani Yuin: 15-4 / 15-4
- Chong Hong Lok /  Soon Chiang Ong –  Adrian Kusnanto /  Restu Basuki Prasetyo: 15-9 / 15-10
- Ong Soon Hock /  Tan Bin Shen –  Ricky Kristyawan /  Suherlan: 15-3 / 15-11
- Putra Aditya /  I Made Agung –  Heo Hoon-hoi /  Jang Young-soo: 7-15 / 15-13 / 15-11
- Aji Basuki /  Enroe –  Kien Ling Chong /  Raymond Steven: 15-7 / 15-3
- Jean-Michel Lefort /  Arif Rasidi –  I Made Citra /  Akhmad Fauzi: 15-1 / 15-5
- Muhammad Hafiz Hashim /  Ng Kean Kok –  Johan Erwin /  M. Hendry: 15-2 / 15-2
- Mega Berlian Adhitya /  Yoga Ukikasah –  Keishi Kawaguchi /  Toru Matsumoto: 15-10 / 15-11
- Adi Kurniawan /  Ck Widi –  Razif Abdul Latif /  Shi Weng Chin: 15-12 / 11-15 / 15-11
- Devin Lahardi Fitriawan /  Rian Sukmawan –  Titrasmey Deng /  Bunarith Sam: 15-0 / 15-2
- Alroy Tanama Putra /  Billy Gunwan –  Iskandar Asis /  Makhazim Mohamad: 15-12 / 15-5
- Nuttaphon Narkthong /  Panuwat Ngernsrisul –  A. Sahibul Wafa /  Yulistian: 15-7 / 15-17 / 15-13
- Saputra Hadi /  David Yedija Pohan –  Chi How Chong /  Nik Ahmad Faiz Nik Abdullah: 15-6 / 12-15 / 15-11
- Markis Kido /  Hendra Setiawan –  Markose Bristow /  Rupesh Kumar: 15-12 / 11-15 / 15-8
- Davis Efraim /  Ade Lukas –  Satya Adi Nugroho /  Dimas Lesmana Raymond: 15-1 / 15-5
- Ferdy Rusman /  Suprapto –  Hafiz Hasbullah /  Dixson Lai: 15-12 / 15-6
- Ruben Gordown Khosadalina /  Setia Atmaja Pribadi –  Achmad Rivai /  Tommy Sugiarto: 15-3 / 15-4
- Chong Hong Lok /  Soon Chiang Ong –  Lukman Hakim /  Candra Irwana: 15-1 / 12-15 / 15-8
- Ong Soon Hock /  Tan Bin Shen –  Andrew Pribadi /  Agus Setiawan: 15-3 / 15-8
- Putra Aditya /  I Made Agung –  Wahyu Agung /  Vidre Wibowo: 15-4 / 15-6
- Dicky Purwotjugiono /  Unang Rahmat –  Aji Basuki /  Enroe: 15-13 / 15-4
- Jean-Michel Lefort /  Arif Rasidi –  Naoki Kawamae /  Yusuke Shinkai: 9-15 / 15-10 / 15-9
- Rendra Wijaya /  Yonathan Suryatama Dasuki –  Muhammad Hafiz Hashim /  Ng Kean Kok: 10-15 / 15-10 / 15-11
- Zakry Abdul Latif /  Jack Koh –  Andi Hartono /  Syaiful M. Bambang: 15-8 / 15-0
- Mega Berlian Adhitya /  Yoga Ukikasah –  Law Yew Thien /  Chen Wet Lim: 15-5 / 15-10
- Adi Kurniawan /  Ck Widi –  Yadi Firmansyah /  Indro Putut P: 15-12 / 15-6
- Alfonsus (Btn) /  Sofian Sandy –  Febriyanto /  Yudi Kurnia: 15-4 / 15-11
- Devin Lahardi Fitriawan /  Rian Sukmawan –  Alroy Tanama Putra /  Billy Gunwan: 17-14 / 13-15 / 15-3
- Nuttaphon Narkthong /  Panuwat Ngernsrisul –  Nugraha Deny /  Arif Ramadham: 12-15 / 15-5 / 15-13
- Markis Kido /  Hendra Setiawan –  Saputra Hadi /  David Yedija Pohan: 15-6 / 15-13
- Davis Efraim /  Ade Lukas –  Ferdy Rusman /  Suprapto: 15-7 / 15-4
- Ruben Gordown Khosadalina /  Setia Atmaja Pribadi –  Chong Hong Lok /  Soon Chiang Ong: 15-7 / 15-11
- Ong Soon Hock /  Tan Bin Shen –  Putra Aditya /  I Made Agung: 15-3 / 15-3
- Dicky Purwotjugiono /  Unang Rahmat –  Jean-Michel Lefort /  Arif Rasidi: 15-2 / 15-3
- Rendra Wijaya /  Yonathan Suryatama Dasuki –  Zakry Abdul Latif /  Jack Koh: 15-13 / 8-15 / 17-15
- Adi Kurniawan /  Ck Widi –  Mega Berlian Adhitya /  Yoga Ukikasah: 5-15 / 15-10 / 17-14
- Devin Lahardi Fitriawan /  Rian Sukmawan –  Alfonsus (Btn) /  Sofian Sandy: 15-4 / 15-3
- Markis Kido /  Hendra Setiawan –  Nuttaphon Narkthong /  Panuwat Ngernsrisul: 15-7 / 9-15 / 15-1

### Hauptrunde
- Alvent Yulianto /  Luluk Hadiyanto –  Robert Blair /  Ian Palethorpe: 15-7 / 15-6
- Lee Sung-yuan /  Lin Wei-hsiang –  Ruben Gordown Khosadalina /  Setia Atmaja Pribadi: 15-11 / 15-12
- Sang Yang /  Zheng Bo –  Hu Chung-shien /  Lee Wei-jen: 15-10 / 9-15 / 15-13
- Choong Tan Fook /  Lee Wan Wah –  Patapol Ngernsrisuk /  Sudket Prapakamol: 15-0 / 17-14
- Manuel Dubrulle /  Mihail Popov –  Doni Prasetyo /  Wandry Kurniawan Saputra: 10-15 / 17-16 / 15-5
- John Gordon /  Daniel Shirley –  Jochen Cassel /  Joachim Tesche: 15-6 / 15-11
- Markis Kido /  Hendra Setiawan –  Hendra Gunawan /  Joko Riyadi: 15-9 / 4-15 / 15-7
- Halim Haryanto /  Candra Wijaya –  Gan Teik Chai /  Koo Kien Keat: 15-3 / 15-10
- Howard Bach /  Kevin Han –  Tsai Chia-hsin /  Tseng Chung-lin: 15-8 / 15-4
- Kim Yong-hyun /  Yim Bang-eun –  Matthew Hughes /  Martyn Lewis: 15-13 / 15-3
- Devin Lahardi Fitriawan /  Rian Sukmawan –  Shuichi Nakao /  Shuichi Sakamoto: 9-15 / 15-8 / 15-12
- Chan Chong Ming /  Chew Choon Eng –  Yuichi Ikeda /  Shoji Sato: 15-0 / 15-2
- Hendri Kurniawan Saputra /  Denny Setiawan –  Ong Soon Hock /  Tan Bin Shen: 15-11 / 15-8
- Michał Łogosz /  Robert Mateusiak –  Ronne Maykel Runtolalu /  Bambang Suprianto: 15-11 / 15-5
- Chien Yu-hsun /  Huang Shih-chung –  Adi Kurniawan /  Ck Widi: 15-5 / 15-4
- Davis Efraim /  Ade Lukas –  Yohan Hadikusumo Wiratama /  Yau Tsz Yuk: w.o.
- Eng Hian /  Flandy Limpele –  Lin Woon Fui /  Fairuzizuan Tazari: 15-3 / 15-7
- Alvent Yulianto /  Luluk Hadiyanto –  Lee Sung-yuan /  Lin Wei-hsiang: 15-6 / 15-8
- Lee Dong-soo /  Lee Jae-jin –  Dicky Purwotjugiono /  Unang Rahmat: 15-11 / 11-15 / 15-3
- Sang Yang /  Zheng Bo –  Davis Efraim /  Ade Lukas: 15-13 / 15-9
- Keita Masuda /  Tadashi Ohtsuka –  José Antonio Crespo /  Sergio Llopis: 15-9 / 15-1
- Choong Tan Fook /  Lee Wan Wah –  Manuel Dubrulle /  Mihail Popov: 15-2 / 15-3
- Cai Yun /  Fu Haifeng –  Rendra Wijaya /  Yonathan Suryatama Dasuki: 15-12 / 15-3
- Markis Kido /  Hendra Setiawan –  John Gordon /  Daniel Shirley: 15-10 / 15-10
- Halim Haryanto /  Candra Wijaya –  Howard Bach /  Kevin Han: 15-4 / 15-9
- Chen Qiqiu /  Cheng Rui –  Vincent Laigle /  Svetoslav Stoyanov: 15-5 / 8-15 / 15-6
- Kim Yong-hyun /  Yim Bang-eun –  Devin Lahardi Fitriawan /  Rian Sukmawan: 15-2 / 15-3
- Anthony Clark /  Nathan Robertson –  Ingo Kindervater /  Björn Siegemund: 15-6 / 15-2
- Chan Chong Ming /  Chew Choon Eng –  Hendri Kurniawan Saputra /  Denny Setiawan: 15-8 / 15-9
- Sigit Budiarto /  Tri Kusharyanto –  Kristof Hopp /  Thomas Tesche: 15-4 / 15-4
- Chien Yu-hsun /  Huang Shih-chung –  Michał Łogosz /  Robert Mateusiak: 15-3 / 15-5
- Tesana Panvisavas /  Pramote Teerawiwatana –  Liu Kwok Wa /  Albertus Susanto Njoto: 15-17 / 15-7 / 15-6
- Alvent Yulianto /  Luluk Hadiyanto –  Eng Hian /  Flandy Limpele: 15-8 / 8-15 / 15-9
- Sang Yang /  Zheng Bo –  Lee Dong-soo /  Lee Jae-jin: 12-15 / 15-11 / 15-9
- Choong Tan Fook /  Lee Wan Wah –  Keita Masuda /  Tadashi Ohtsuka: 15-4 / 15-2
- Cai Yun /  Fu Haifeng –  Markis Kido /  Hendra Setiawan: 15-11 / 15-4
- Halim Haryanto /  Candra Wijaya –  Chen Qiqiu /  Cheng Rui: 15-10 / 11-15 / 15-8
- Kim Yong-hyun /  Yim Bang-eun –  Anthony Clark /  Nathan Robertson: 15-7 / 15-8
- Chan Chong Ming /  Chew Choon Eng –  Sigit Budiarto /  Tri Kusharyanto: 15-13 / 15-7
- Tesana Panvisavas /  Pramote Teerawiwatana –  Chien Yu-hsun /  Huang Shih-chung: 15-6 / 15-4
- Sang Yang /  Zheng Bo –  Alvent Yulianto /  Luluk Hadiyanto: 15-9 / 15-8
- Choong Tan Fook /  Lee Wan Wah –  Cai Yun /  Fu Haifeng: 15-8 / 15-4
- Halim Haryanto /  Candra Wijaya –  Kim Yong-hyun /  Yim Bang-eun: 15-4 / 15-8
- Tesana Panvisavas /  Pramote Teerawiwatana –  Chan Chong Ming /  Chew Choon Eng: 15-5 / 15-5
- Sang Yang /  Zheng Bo –  Choong Tan Fook /  Lee Wan Wah: 15-9 / 15-5
- Tesana Panvisavas /  Pramote Teerawiwatana –  Halim Haryanto /  Candra Wijaya: 7-15 / 15-9 / 15-8
- Sang Yang /  Zheng Bo –  Tesana Panvisavas /  Pramote Teerawiwatana: 16-17 / 17-15 / 15-5

## Damendoppel

### Qualifikation
- Aki Akao /  Tomomi Matsuda –  Meiliana Jauhari /  Purwati: 15-13 / 7-15 / 15-5
- Yasuyo Imabeppu /  Noriko Okuma –  Heni Budiman /  Greysia Polii: 15-13 / 15-11
- Eny Erlangga /  Liliyana Natsir –  Seo Yoon-hee /  Song Yoo-mi: 15-9 / 15-9
- Irene /  Apriliana Rintan –  Liu Fan Frances /  Li Si Tan: 15-5 / 15-1
- Joo Hyun-hee /  Yim Kyung-jin –  Tatiana Vattier /  Victoria Wright: 15-5 / 15-1
- Jiang Yanmei /  Li Yujia –  Aki Akao /  Tomomi Matsuda: 15-8 / 15-11
- Endang Nursugianti /  Natalia Poluakan –  Sukma Wijaya Devi /  Rani Mundiasti: 9-15 / 15-10 / 15-9
- Yasuyo Imabeppu /  Noriko Okuma –  Pi Hongyan /  Weny Rasidi: 15-9 / 15-4
- Chang Ya-lan /  Cheng Shao-chieh –  Indarti Issolina /  Angeline de Pauw: 15-10 / 15-2
- Liza Parker /  Suzanne Rayappan –  Pipit Dian Apsari /  Nadia Ivana: 12-15 / 15-10 / 15-11
- Andriyani Nurul /  Mona Santoso –  Nina Weckström /  Anu Nieminen: 15-12 / 15-5
- Li Li /  Xiao Luxi –  D. Jessica /  Shendy Puspa Irawati: 15-7 / 15-3
- Petra Overzier /  Nicol Pitro –  Lilly /  Yulianti CJ: 15-11 / 15-3
- Neli Boteva /  Petya Nedelcheva –  Yeni Diah /  Veronica: 15-5 / 15-5
- Jwala Gutta /  Shruti Kurien –  Erikasari /  Anik Winaningsih: 15-3 / 15-0
- Dara Aprilia /  Marlina Lina –  Judith Baumeyer /  Fabienne Baumeyer: 15-9 / 15-6
- Adelita Firbaya /  Winaryanti Frida –  Priyanti Cahyaning /  Maja Tvrdy: 15-11 / 15-3
- Eny Erlangga /  Liliyana Natsir –  Irene /  Apriliana Rintan: 15-2 / 15-5
- Jiang Yanmei /  Li Yujia –  Joo Hyun-hee /  Yim Kyung-jin: 15-4 / 15-9
- Yasuyo Imabeppu /  Noriko Okuma –  Endang Nursugianti /  Natalia Poluakan: 15-8 / 15-12
- Chang Ya-lan /  Cheng Shao-chieh –  Liza Parker /  Suzanne Rayappan: 8-15 / 17-15 / 15-4
- Norhasikin Amin /  Fong Chew Yen –  Andriyani Nurul /  Mona Santoso: 15-6 / 15-5
- Petra Overzier /  Nicol Pitro –  Li Li /  Xiao Luxi: 15-13 / 15-11
- Neli Boteva /  Petya Nedelcheva –  Jwala Gutta /  Shruti Kurien: 15-4 / 15-9
- Adelita Firbaya /  Winaryanti Frida –  Dara Aprilia /  Marlina Lina: 15-4 / 15-5

### Hauptrunde
- Wei Yili /  Zhao Tingting –  Chang Ya-lan /  Cheng Shao-chieh: 15-2 / 15-6
- Eny Erlangga /  Liliyana Natsir –  Nicole Grether /  Juliane Schenk: 10-15 / 15-2 / 15-3
- Lee Kyung-won /  Ra Kyung-min –  Chin Eei Hui /  Wong Pei Tty: 15-9 / 15-4
- Gail Emms /  Donna Kellogg –  Petra Overzier /  Nicol Pitro: 15-11 / 13-15 / 15-8
- Chikako Nakayama /  Keiko Yoshitomi –  Natalie Munt /  Sandra Watt: 15-13 / 15-4
- Kirsteen McEwan /  Rita Yuan Gao –  Neli Boteva /  Petya Nedelcheva: 11-15 / 15-11 / 15-13
- Yang Wei /  Zhang Jiewen –  Yasuyo Imabeppu /  Noriko Okuma: 15-2 / 15-1
- Cheng Wen-hsing /  Chien Yu-chin –  Chen Lin /  Jiang Xuelian: 15-10 / 15-13
- Hwang Yu-mi /  Lee Hyo-jung –  Helen Nichol /  Charmaine Reid: 15-3 / 15-2
- Seiko Yamada /  Shizuka Yamamoto –  Kamila Augustyn /  Nadieżda Zięba: 15-12 / 15-5
- Louisa Koon Wai Chee /  Li Wing Mui –  Norhasikin Amin /  Fong Chew Yen: 9-15 / 15-11 / 17-16
- Mia Audina /  Lotte Jonathans –  Jiang Yanmei /  Li Yujia: 13-15 / 17-16 / 15-9
- Sathinee Chankrachangwong /  Saralee Thungthongkam –  Felicity Gallup /  Joanne Muggeridge: 15-5 / 15-6
- Ella Tripp /  Joanne Nicholas –  Adelita Firbaya /  Winaryanti Frida: 15-8 / 15-7
- Jo Novita /  Lita Nurlita –  Carina Mette /  Kathrin Piotrowski: 15-12 / 15-2
- Gao Ling /  Huang Sui –  Yoshiko Iwata /  Miyuki Tai: 15-5 / 15-3
- Wei Yili /  Zhao Tingting –  Eny Erlangga /  Liliyana Natsir: 15-4 / 15-4
- Lee Kyung-won /  Ra Kyung-min –  Gail Emms /  Donna Kellogg: 15-1 / 15-9
- Chikako Nakayama /  Keiko Yoshitomi –  Kirsteen McEwan /  Rita Yuan Gao: 15-6 / 15-3
- Yang Wei /  Zhang Jiewen –  Cheng Wen-hsing /  Chien Yu-chin: 15-9 / 15-9
- Hwang Yu-mi /  Lee Hyo-jung –  Seiko Yamada /  Shizuka Yamamoto: 15-4 / 5-0
- Mia Audina /  Lotte Jonathans –  Louisa Koon Wai Chee /  Li Wing Mui: 15-3 / 15-1
- Sathinee Chankrachangwong /  Saralee Thungthongkam –  Ella Tripp /  Joanne Nicholas: 15-4 / 15-4
- Gao Ling /  Huang Sui –  Jo Novita /  Lita Nurlita: 15-6 / 15-6
- Lee Kyung-won /  Ra Kyung-min –  Wei Yili /  Zhao Tingting: 15-3 / 15-0
- Yang Wei /  Zhang Jiewen –  Chikako Nakayama /  Keiko Yoshitomi: 15-8 / 15-4
- Hwang Yu-mi /  Lee Hyo-jung –  Mia Audina /  Lotte Jonathans: 15-2 / 15-8
- Gao Ling /  Huang Sui –  Sathinee Chankrachangwong /  Saralee Thungthongkam: 15-2 / 15-1
- Yang Wei /  Zhang Jiewen –  Lee Kyung-won /  Ra Kyung-min: 15-12 / 12-15 / 15-4
- Gao Ling /  Huang Sui –  Hwang Yu-mi /  Lee Hyo-jung: 15-5 / 15-4
- Gao Ling /  Huang Sui –  Yang Wei /  Zhang Jiewen: w.o.

## Mixed

### Qualifikation
- Wang Wei /  Zhang Jiewen –  Suherlan /  Heni Budiman: 15-4 / 15-4
- Titon Gustaman /  Tetty Yunita –  Nuttaphon Narkthong /  Salakjit Ponsana: 15-5 / 15-6
- Zakry Abdul Latif /  Wong Pei Tty –  Keishi Kawaguchi /  Miyuki Tai: 15-4 / 15-12
- Syaiful M. Bambang /  Monica –  Park Sung-hwan /  Jun Jae-youn: 15-8 / 8-15 / 17-14
- Chang Jeng-shyuang /  Cheng Shao-chieh –  Alroy Tanama Putra /  Meiliana Jauhari: 15-8 / 15-5
- Lin Wei-hsiang /  Chien Yu-chin –  Lutfi Hasan /  Erli: 15-3 / 15-3
- Albertus Susanto Njoto /  Li Wing Mui –  Allen Suteja /  Olivia: 15-2 / 15-8
- Hendri Kurniawan Saputra /  Li Yujia –  Ricky Kristyawan /  Winaryanti Frida: 15-2 / 15-8
- Muhammad Rizal /  Neli Triana –  Kristian Roebuck /  Liza Parker: 15-5 / 15-13
- Yau Tsz Yuk /  Ling Wan Ting –  Ronne Maykel Runtolalu /  Dian Novita Sari: 9-15 / 15-4 / 15-10
- Yoga Ukikasah /  Apriliana Rintan –  Panuwat Ngernsrisul /  Sathinee Chankrachangwong: 9-15 / 15-10 / 15-12
- Simon Archer /  Donna Kellogg –  Arif Ramadham /  Erikasari: 15-2 / 15-3
- Wang Wei /  Zhang Jiewen –  Putra Aditya /  Dara Aprilia: 15-4 / 15-1
- Titon Gustaman /  Tetty Yunita –  Wahyu Agung /  Indarti Issolina: 15-4 / 15-7
- Zakry Abdul Latif /  Wong Pei Tty –  Yonathan Suryatama Dasuki /  Pipit Dian Apsari: 15-7 / 15-4
- Syaiful M. Bambang /  Monica –  Restu Basuki Prasetyo /  Adelita Firbaya: 15-7 / 16-17 / 15-12
- Yim Bang-eun /  Yim Kyung-jin –  Johan Erwin /  Veronica: 15-2 / 15-5
- Chang Jeng-shyuang /  Cheng Shao-chieh –  A. Sahibul Wafa /  Mona Santoso: 15-4 / 15-3
- Lin Wei-hsiang /  Chien Yu-chin –  Adrian Kusnanto /  Purwati: 15-9 / 15-5
- Albertus Susanto Njoto /  Li Wing Mui –  Rendra Wijaya /  Irene: 15-2 / 15-5
- Hendri Kurniawan Saputra /  Li Yujia –  Yudi Kurnia /  Shendy Puspa Irawati: 15-3 / 15-6
- Robby Istanta /  Lelyana Daisy Chandra –  Muhammad Rizal /  Neli Triana: 15-13 / 2-15 / 15-4
- Koo Kien Keat /  Chin Eei Hui –  Chien Yu-hsun /  Chang Ya-lan: 15-5 / 15-10
- Yau Tsz Yuk /  Ling Wan Ting –  Satya Adi Nugroho /  Marlina Lina: 15-7 / 15-7
- Mega Berlian Adhitya /  Greysia Polii –  Chang Kim Wai /  Norhasikin Amin: 8-15 / 15-11 / 15-8
- Yoga Ukikasah /  Apriliana Rintan –  Andriyani /  Andhika Hardjanggi: 15-11 / 15-9
- Gan Teik Chai /  Fong Chew Yen –  I Made Agung /  Nadia Ivana: 15-3 / 15-4
- Simon Archer /  Donna Kellogg –  Unang Rahmat /  Angeline de Pauw: 9-15 / 15-8 / 15-4
- Wang Wei /  Zhang Jiewen –  Titon Gustaman /  Tetty Yunita: 15-12 / 15-9
- Zakry Abdul Latif /  Wong Pei Tty –  Syaiful M. Bambang /  Monica: 15-5 / 15-7
- Yim Bang-eun /  Yim Kyung-jin –  Chang Jeng-shyuang /  Cheng Shao-chieh: 15-0 / 15-12
- Albertus Susanto Njoto /  Li Wing Mui –  Lin Wei-hsiang /  Chien Yu-chin: 15-11 / 15-9
- Hendri Kurniawan Saputra /  Li Yujia –  Robby Istanta /  Lelyana Daisy Chandra: 15-8 / 15-5
- Yau Tsz Yuk /  Ling Wan Ting –  Koo Kien Keat /  Chin Eei Hui: 15-11 / 5-15 / 15-1
- Mega Berlian Adhitya /  Greysia Polii –  Yoga Ukikasah /  Apriliana Rintan: 15-9 / 15-12
- Simon Archer /  Donna Kellogg –  Gan Teik Chai /  Fong Chew Yen: 15-4 / 15-2

### Hauptrunde
- Zhang Jun /  Gao Ling –  Mega Berlian Adhitya /  Greysia Polii: 15-4 / 15-1
- Tsai Chia-hsin /  Cheng Wen-hsing –  Wang Wei /  Zhang Jiewen: 15-10 / 4-15 / 15-6
- Svetoslav Stoyanov /  Victoria Wright –  Anggun Nugroho /  Eny Widiowati: 6-15 / 15-4 / 15-8
- Sudket Prapakamol /  Saralee Thungthongkam –  Simon Archer /  Donna Kellogg: 1-15 / 15-8 / 15-6
- Chris Bruil /  Lotte Jonathans –  José Antonio Crespo /  Dolores Marco: 15-6 / 15-8
- Robert Blair /  Natalie Munt –  Daniel Shirley /  Sara Runesten-Petersen: 13-15 / 15-8 / 15-13
- Kim Yong-hyun /  Lee Hyo-jung –  Kristof Hopp /  Kathrin Piotrowski: 15-8 / 15-2
- Hendri Kurniawan Saputra /  Li Yujia –  Tadashi Ohtsuka /  Shizuka Yamamoto: 15-11 / 15-11
- Lee Jae-jin /  Hwang Yu-mi –  Norio Imai /  Chikako Nakayama: 17-15 / 15-6
- Nova Widianto /  Vita Marissa –  Thomas Tesche /  Carina Mette: 15-0 / 15-2
- Zakry Abdul Latif /  Wong Pei Tty –  Björn Siegemund /  Nicol Pitro: 15-11 / 15-8
- Kim Dong-moon /  Ra Kyung-min –  Fredrik Bergström /  Johanna Persson: 15-4 / 15-3
- Anthony Clark /  Kirsteen McEwan –  Yim Bang-eun /  Yim Kyung-jin: 15-11 / 15-9
- Chen Qiqiu /  Zhao Tingting –  Albertus Susanto Njoto /  Li Wing Mui: 15-6 / 15-12
- Bambang Suprianto /  Emma Ermawati –  Yau Tsz Yuk /  Ling Wan Ting: 15-2 / 15-2
- Nathan Robertson /  Gail Emms –  Matthew Hughes /  Joanne Muggeridge: 15-7 / 15-4
- Zhang Jun /  Gao Ling –  Tsai Chia-hsin /  Cheng Wen-hsing: 15-7 / 15-5
- Sudket Prapakamol /  Saralee Thungthongkam –  Svetoslav Stoyanov /  Victoria Wright: 12-15 / 15-4 / 15-2
- Chris Bruil /  Lotte Jonathans –  Robert Blair /  Natalie Munt: 5-15 / 17-16 / 15-12
- Kim Yong-hyun /  Lee Hyo-jung –  Hendri Kurniawan Saputra /  Li Yujia: 11-15 / 15-3 / 15-7
- Nova Widianto /  Vita Marissa –  Lee Jae-jin /  Hwang Yu-mi: 15-6 / 15-8
- Kim Dong-moon /  Ra Kyung-min –  Zakry Abdul Latif /  Wong Pei Tty: 15-6 / 15-6
- Chen Qiqiu /  Zhao Tingting –  Anthony Clark /  Kirsteen McEwan: 15-13 / 15-4
- Nathan Robertson /  Gail Emms –  Bambang Suprianto /  Emma Ermawati: 11-15 / 15-10 / 15-10
- Zhang Jun /  Gao Ling –  Sudket Prapakamol /  Saralee Thungthongkam: 12-15 / 15-8 / 15-6
- Kim Yong-hyun /  Lee Hyo-jung –  Chris Bruil /  Lotte Jonathans: 15-12 / 15-7
- Kim Dong-moon /  Ra Kyung-min –  Nova Widianto /  Vita Marissa: 15-3 / 15-7
- Nathan Robertson /  Gail Emms –  Chen Qiqiu /  Zhao Tingting: 17-14 / 15-6
- Zhang Jun /  Gao Ling –  Kim Yong-hyun /  Lee Hyo-jung: 14-17 / 15-11 / 15-11
- Kim Dong-moon /  Ra Kyung-min –  Nathan Robertson /  Gail Emms: 15-2 / 15-6
- Kim Dong-moon /  Ra Kyung-min –  Zhang Jun /  Gao Ling: 10-15 / 15-11 / 15-6